# Maruthas
Der Heilige Maruthas († 422) war ein Arzt und Bischof von Sophene und Tagrith (Martyropolis).
399 wurde er von Kaiser Arcadius als Gesandter an den Hof des persischen Großkönigs Yazdegerd I. geschickt, um dessen Krönung beizuwohnen. Er hatte ein sehr gutes Verhältnis zu dem König und mag zu seiner zunehmend toleranten Haltung gegenüber den Christen beigetragen haben.
Er nahm am Konzil von Seleukia/Ktesiphon teil. Im Jahr 410 ließ er für die Märtyrer von Martyropolis, die unter Schapur II. getötet worden waren, eine Basilika erbauen, worauf der Name der Stadt in „Martyropolis“ geändert wurde. Er überführte Knochen von Märtyrern aus Persien in seinen Amtssitz.
Maruthas verfasste zahlreiche Werke in syrischer Sprache, darunter eine Sammlung von Hymnen, eine Geschichte der persischen Märtyrer und eine Geschichte des Konzils von Nikäa. Erhalten sind eine Schrift über Häresien, Teile eines Hochgebetes sowie eine Predigt.
Sein Festtag ist der 18. Februar.